# Chiesa di San Giacomo (Sydney)
La chiesa di San Giacomo è una parrocchia anglicana di Sydney in Australia. Edificata nella zona centrale della città. La chiesa è stata consacrata nel febbraio 1824 in onore di Giacomo il Maggiore ed è diventata parrocchia nel 1835. L'edificio è stato progettato dall'architetto Francis Greenway durante il governatorato di Lachlan Macquarie e fa parte del quartiere storico di Macquarie Street, che include altri edifici coloniali come l'Hyde Park Barracks. L'edificio è iscritto nel Registro delle proprietà Nazionali australiane ed è inserito nella lista degli 80 principali tesori del mondo costruiti dall'uomo.
Nonostante non sia la prima chiesa edificata nella colonia australiana, è ormai rimasta la più antica della città mantenendo tuttora il suo speciale ruolo nella vita religiosa, civile e musicale di Sydney.
Il culto di San Giacomo segue le tradizioni anglo-cattoliche e della cosiddetta Alta Chiesa mantenendo la tradizionale musica della chiesa anglicana con il coro che canta i salmi, gli inni e i responsi, in contrasto con la grande maggioranza delle chiese della diocesi di Sydney, dove i riti religiosi sono generalmente celebrati con stili associati alla Bassa Chiesa e alla pratica evangelica. Inoltre la parrocchia di San Giacomo, su alcune questioni quali la sessualità e il sacerdozio delle donne, ha visioni più liberali rispetto alle altre chiese della diocesi.